# Nazionale maschile under 18 di baseball dell'Italia
La nazionale maschile under 18 di baseball italiana, detta anche nazionale Juniores, rappresenta l'Italia in campo internazionale, negli incontri e nelle competizioni organizzati dalla WBSC, di età non superiore ai 18 anni.
L'attuale manager è John Cortese.

## Piazzamenti

### Europei
- 2007:  1°
- 2009:  1°
- 2011:  3°
- 2013:  1°
- 2015:  1°
- 2016:  2°
- 2018: 4°

### Mondiali
- 2017: 9°